# Nejlovelu
Nejlovelu – wieś w Rumunii, w okręgu Ardżesz, w gminie Rătești. W 2011 roku liczyła 296 mieszkańców.